# Pedicularis limnogena
Pedicularis limnogena är en snyltrotsväxtart som beskrevs av A. Kerner. Pedicularis limnogena ingår i släktet spiror, och familjen snyltrotsväxter. Inga underarter finns listade i Catalogue of Life.